# Militia Dei
Militia Dei byla papežská bula vydaná Evženem III. 7. dubna 1145. Sepsána byla v italském městě Civita Castellana. V bule papež potvrdil privilegia templářského řádu a posílil jeho nezávislost na světském duchovenstvu a biskupech, což řádu umožnilo vybírat desátky, zřizovat kaple s přilehlými hřbitovy, kde mohli být pochováváni zemřelí členové řádu. Kromě toho bula rozšiřuje dosavadní papežskou záštitu také na rodiny templářů, stejně jako i na jejich poddané a majetky (zemědělce, zvířata i budovy).
Tato bula, spolu s bulami Omne Datum Optimum a Milites Templi, vytvořila právní rámec templářského řádu a položila základ jeho úspěchu.